# Amakusanthura gorgona
Amakusanthura gorgona är en kräftdjursart som beskrevs av Bamber 2008. Amakusanthura gorgona ingår i släktet Amakusanthura och familjen Anthuridae. Inga underarter finns listade i Catalogue of Life.